# René Hannemann
René Hannemann (* 9. Oktober 1968 in Belzig, Bezirk Potsdam) ist ein ehemaliger deutscher Bobfahrer. Er gewann zwei olympische Medaillen und wurde zweimal Weltmeister.
René Hannemann begann im Viererbob von Volker Dietrich, mit dem er bei der Europameisterschaft 1988 in Sarajevo den zweiten Platz belegte, die anderen beiden im Bob waren Axel Kühn und Torsten Körner. Bei der Bob-Weltmeisterschaft 1991 in Altenberg saß Hannemann im Zweierbob von Wolfgang Hoppe, die beiden gewannen die Bronzemedaille hinter Rudi Lochners und Gustav Weders Bob. Für die Olympischen Spiele 1992 konnte sich Hoppe nur im Viererbob qualifizieren. In Albertville steuerte Wolfgang Hoppe den Bob mit Bogdan Musiol, Axel Kühn und René Hannemann auf den zweiten Platz hinter dem Österreicher Ingo Appelt. 1993 gewannen Hoppe, Musiol, Kühn und Hannemann den Titel bei der Deutschen Meisterschaft für den WSV Oberhof 05. Bei der Bob-Weltmeisterschaft 1993 in Igls siegte im Zweierbob Christoph Langen vor Gustav Weder, Hoppe und Hannemann erhielten erneut die Bronzemedaille. Bei den Olympischen Spielen 1994 in Lillehammer trat Hoppe erneut lediglich im Viererbob an. Mit der Besetzung Ulf Hielscher, René Hannemann und Carsten Embach erhielt er die Bronzemedaille hinter Harald Czudaj und Gustav Weder. 1995 war ein sehr erfolgreiches Jahr für Hoppe, Hielscher, Hannemann und Embach; der Viererbob wurde in Altenberg Europameister und in Winterberg Weltmeister. Im Jahr darauf belegte der Bob hinter Christoph Langen den zweiten Platz bei der Europameisterschaft, bei der Weltmeisterschaft 1996 fehlten Hielscher und Hannemann. Für die Bob-Weltmeisterschaft 1997 in St. Moritz kehrte Hannemann noch einmal in Hoppes Bob zurück. In der Besetzung Wolfgang Hoppe, Sven Rühr, René Hannemann und Carsten Embach gewannen sie noch einmal den Weltmeistertitel.
Hannemann erhielt 1993 das Silberne Lorbeerblatt.